# 国際コーヒー機関
国際コーヒー機関（こくさいコーヒーきかん、英: International Coffee Organization）は、世界のコーヒーの生産や貿易に関する協定を協議・実施する国際機関。略称はICO。国際コーヒー機構と表記されることがある。
1962年に国際連合で定められた国際コーヒー協定（International Coffee Agreement）を根拠として、コーヒーの生産や輸出について国際的な協定を取り決め、生産国と輸入国との経済力の格差による不公平を是正し、価格や供給の安定を図る目的で1963年12月27日に設立された。本部はロンドンにある。
現在有効な協定は2007年9月28日に締結された「2007年の国際コーヒー協定」。日本は1964年から協定に参加しており、2003年度の運営分担金は14万5148.5UKポンド（全体の6.4%）

## 協定の沿革
- 1962年協定（1963年7月1日発効）
  - 輸出割当制度が採用されていた。
- 1968年協定（1968年10月1日発効）
  - 1969年、1972年にブラジルで凶作のため国際価格が暴騰。1973年に輸出割当制度が崩壊。
- 延長された1968年協定（1973年10月1日発効）
  - 1968年協定から輸出割当制度を削除。
- 1976年協定（1976年10月1日発効）
  - 1980年に相場が高い場合は輸出割当制度は停止、低い場合には再導入との条項が付加。
- 1983年協定（1983年10月1日発効）
  - 1982年3月に相場上昇のため、輸出割当制度が停止。1987年10月に再導入。
- 延長された1983年協定（1989年10月1日発効）
  - 輸出割当制度を停止して延長。
- 1994年協定（1994年10月1日発効）
  - 輸出割当制度の条項を削除。
- 延長された1994年協定（1999年10月1日発効）
- 2001年協定（2001年10月1日発効）
  - 民間部門諮問委員会の設置、消費振興、生産国の生活水準の改善、コーヒー生産に就業する労働者の労働条件の改善等の条項が追加された。
- 2007年協定（2011年2月2日発効[1]）（現行）

## 加盟国
総加盟国数は75カ国。コーヒーを輸出する国45カ国（EXPORTING MEMBERS）と輸入する国30カ国（IMPORTING MEMBERS）に分かれている。

### 輸出国メンバー
- アフリカ
  - アンゴラ｜ベナン｜ブルンジ｜カメルーン｜中央アフリカ共和国｜コンゴ民主共和国｜コンゴ共和国｜コートジボワール｜エチオピア｜ガボン｜ガーナ｜ギニア｜ケニア｜マダガスカル｜マラウイ｜ナイジェリア｜ルワンダ｜タンザニア｜トーゴ｜ウガンダ｜ザンビア｜ジンバブエ

- 南米
  - ボリビア｜ブラジル｜コロンビア｜エクアドル｜パラグアイ｜ベネズエラ

- 中米
  - コスタリカ｜キューバ｜ドミニカ共和国｜エルサルバドル｜グアテマラ｜ハイチ｜ホンジュラス｜ジャマイカ｜メキシコ｜ニカラグア｜パナマ
- アジア
  - インド｜インドネシア｜パプアニューギニア｜フィリピン｜タイ｜ベトナム

### 輸入国メンバー
- ヨーロッパ
  - オーストリア｜ベルギー｜キプロス｜チェコ共和国｜デンマーク｜エストニア｜フィンランド｜フランス｜ドイツ｜ギリシャ｜ハンガリー｜イタリア｜ラトビア｜アイルランド｜リトアニア｜ルクセンブルク｜マルタ｜オランダ｜スロバキア｜ノルウェー｜ポーランド｜ポルトガル｜スロベニア｜スペイン｜スウェーデン｜スイス｜イギリス｜EU

- 北米
  - アメリカ合衆国

- アジア
  - 日本